# 오토두스 소콜로비
오토두스 소콜로비(학명:Otodus Sokolovi)는 악상어목 오토두스과에 속하는 물고기이다, 지금은 멸종이 된 상어로 몸길이가 9m인 거대한 상어이다.

## 특징
오토두스 소콜로비는 오토두스 오리큘러스와 오토두스 앵거스티덴스의 과도기적인 특징을 가진 어종으로서 메갈로돈과도 가까운 근연 관계에 있는 어종이다. 오토두스 소콜로비는 덜 꺾여진 곡선의 방식과 함께 더 눈에 잘 띄는 곡선의 커프를 가지며 후자에서 전자와 다른 종이다, 때로는 오토두스 오리큘러스와 차이가 미묘하게 적기 때문에 오토두스 오리큘러스와 혼동을 살 수가 있는 어종이기도 하다. 등지느러미는 2개이며 제1등지느러미와 가슴지느러미는 매우 크지만 제2등지느러미, 배지느러미, 항문지느러미는 작은 특징을 가지고 있다. 오토두스 소콜로비도 다른 오토두스과에 속하는 어종처럼 때로는 카르차로클레스속에 속하는 어종으로 분류하기도 한다. 이빨은 매우 크고 톱니의 모양을 가진 이빨을 가지고 있으나 보통은 왼쪽이나 오른쪽으로 꺾여서 나오는 평범한 오토두스과의 상어들과는 달리 이빨이 쭉 서진 직선의 모양을 가지고 있다. 먹이로는 당대의 생태계에 촤강의 포식자로 군림했을 것으로 추측되며 주로 당대에 서식했던 고래, 해양 포유류, 바다거북과 같은 해양 파충류, 물고기, 두족류, 갑각류를 잡아먹는 육식성의 물고기로 살았을 것으로 추측된다.

## 생존시기와 서식지와 화석의 발견
오토두스 소콜로비의 다른 크로노종들과의 유사성이 있기 때문에 언제 발생이 되고 멸종이 되었는지는 정확하게 알 수는 없으나 신생대의 에오세에 주로 살았을 것으로 생각이 되는 어종이다. 지금으로부터 약 5000만년전~3500만년전에 살았을 어종으로 추정이 되며 생존시기에 살았을 주요한 서식지로는 대서양과 지중해에 주로 살았을 것으로 추정이 된다. 화석의 뱔견은 1895년에 고생물학자인 다클라, 모로코, 퍄암에 의해 이집트에서 처음으로 발견이 되어 새로이 명명이 된 종이며 현대 시대의 많은 예금에 표현이 되는 어종이다.

## 같이 보기
- 악상어목
- 화석